# Johannes von Euch
Johannes von Euch, né le 21 janvier 1834 à Meppen et mort le 18 mars 1922 à Copenhague, était un évêque allemand d'origine huguenote, premier préfet apostolique, puis vicaire apostolique du Danemark.

## Biographie
Johannes von Euch naît au sein d'une famille d'origine huguenote, les barons de Vous (von Euch est la traduction littérale en allemand de ce patronyme). Son père s'était installé en 1831 à Meppen dans le Emsland (Basse-Saxe).
Johannes von Euch étudie la théologie et est ordonné prêtre. Une préfecture apostolique est créée en 1868, prenant la place de l'évêché d'Osnabrück qui couvrait aussi tout le territoire du royaume du Danemark, lorsque la couronne avait levé l'interdiction du culte catholique en 1849. Johannes von Euch, qui était curé de Fredericia, en devient titulaire en 1884. Cette préfecture apostolique est transformée en vicariat apostolique en 1892 et Mgr von Euch est consacré évêque in partibus d'Anastasiopolis (de), devenant vicaire apostolique de tout le Danemark.
Ce fut un organisateur et travailleur acharné. Il fit venir, principalement d'Allemagne, des congrégations pour ouvrir des écoles et des hôpitaux et aider les paroisses naissantes. Les conversions au catholicisme passèrent de 3 000 au début, à 25 000 à sa mort.